# Leyritz-Moncassin
Leyritz-Moncassin är en kommun i departementet Lot-et-Garonne i regionen Nouvelle-Aquitaine i sydvästra Frankrike. Kommunen ligger i kantonen Casteljaloux som tillhör arrondissementet Nérac. År 2022 hade Leyritz-Moncassin 206 invånare.

## Befolkningsutveckling
Antalet invånare i kommunen Leyritz-Moncassin
| Referens: INSEE |